# François Joseph Drouot de Lamarche
Pour les articles homonymes, voir Drouot (homonymie).
François-Joseph Drouot dit Lamarche, né le 14 juillet 1733 à Wisches (Bas-Rhin), mort le 18 mai 1814 à Sarrebourg (Moselle), est un général français de la Révolution et de l’Empire.

## Carrière sous l'Ancien Régime
Il débute dans la carrière des armes, en qualité de dragon dans le régiment de Frise le 14 juillet 1751, et fait sa première campagne en 1758 lors de la guerre de sept ans, à l'armée d'Allemagne où il devient bas-officier la même année.
Lieutenant dans la campagne franche du capitaine Camdfort le 1er juillet 1760, il y est grièvement blessé d'un coup de sabre à la main droite le 19 septembre suivant dans une affaire d'avant poste contre le corps autrichien de Scheider. Il obtient le grade de capitaine en second, le 13 septembre 1761. Il passe avec son grade dans les dragons du corps des volontaires étrangers de Wurmser le 1er janvier 1762. Il se trouve, le 30 août, au sanglant combat de Nauenheim en Vettéravie, où il reçoit à travers la poitrine, un coup de feu qui lui casse 2 côtes, lèse une partie des poumons et lui laisse des marques douloureuses jusqu'à la fin de ses jours.
Après la paix de 1763, l'armée d'Allemagne ayant été dissoute, il rentre en France et est nommé le 6 novembre 1771 capitaine de hussards, dans son corps devenu Légion de Conflans.
Passé dans le régiment de Conflans-Hussards en qualité de major le 15 février 1774, il passe le 1er mars au régiment Colonel-Général cavalerie avec le grade de lieutenant-colonel.
Nommé capitaine-commandant en 1776, lorsque la cavalerie de la Légion forme le Régiment de Conflans hussards.
Il obtient, par exception, la croix de chevalier de l'ordre royal et militaire de Saint-Louis le 14 novembre 1779, en considération de la manière distinguée dont il servit dans les guerres d'Allemagne et nonobstant les ordonnances qui exigeaient alors 30 années de service pour avoir droit à cette récompense.

## Carrière sous la République et l'Empire.
Avec la réorganisation de l'armée à la suite de la Révolution, il est nommé colonel le 25 juillet 1791 au 5e régiment de hussards. Envoyé l'année suivante à l'Armée du Nord, il se distingue le 1er décembre 1791 à l'avant garde du général Valence lors de l'attaque du château de Namur, et est nommé successivement par le conseil exécutif maréchal de camp le 10 octobre 1792 et lieutenant général le 8 mars 1793. Le 15 mars, à la reprise de Tirlemont, par les Prussiens, Drouot dit Lamarche, qui s'y trouve avec 400 soldats, s'y défend avec tant de courage et d'habileté qu'il préserve l'armée d'une surprise générale.
Après la défection de Dumouriez, il rejoint l'armée, quoique malade, redonnant le courage à ses soldats. Il marche sur Valenciennes le 14 avril et attaque le Camp de Fomont, avec un succès remarqué et déploie une rare bravoure au combat livré à l'avant garde aux Autrichiens le 2 mai.
À la mort du Général Dampierre lors du combat de St Amand le 8 mai, les représentants du Peuple Lequina et Cochon le nomment provisoirement Général en chef de l'Armée du Nord. Son patriotisme lui fit accepter momentanément cette fonction, qu'il reconnait lui-même au-dessus de ses forces et qu'il a hâte d'abdiquer le 15 mai pour aller prendre le commandement de l'armée des Ardennes, sous les ordres du Général Custine.
Il commande lors de la Bataille de Famars le 23 mai 1793 où il combat les coalisés (Autrichiens, Hanovriens et Britanniques) sous le commandement de Frederick, duc d'York et Albany. En infériorité numérique, il essuie une défaite qui voit la mort du général Jean-Baptiste Sébastien Le Comte qui y fut tué par le Prince de Cobourg.
Sa réponse est pleine de noblesse aux insolentes provocations du Général Cobourg, qui réclame alors à tort quelques prisonniers à la suite de quelques revers partiels, qu'il éprouve peut-être, par le fait des fausses combinaisons du général en chef. Cela attire sur lui les soupçons du Représentant Levasseur qui prononce sa suspension le 9 juillet 1793 et le fait arrêter comme « suspect». Prisonnier à la forteresse d’Épinal jusqu'au 8 février 1795 où sa suspension est levée, il reprend du service avec le grade de brigadier-général, avant de passer dans la réserve le 18 juillet 1795.
Rappelé par le Premier Consul, Napoléon Bonaparte, il est nommé Chef de la 9e demi Brigade des Vétérans, le 7 Thermidor An VIII.
Il est nommé par décret Chevalier de la Légion d'Honneur le 15 Pluviose An XII, puis commandeur de la Légion d'Honneur le 14 juin 1804. Il prend finalement sa retraite le 17 octobre 1807.
Napoléon Ier l’anoblit Chevalier de l'Empire par lettres patentes du 29 août 1810, faisant changer son nom en Drouot de Lamarche.

## Distinctions

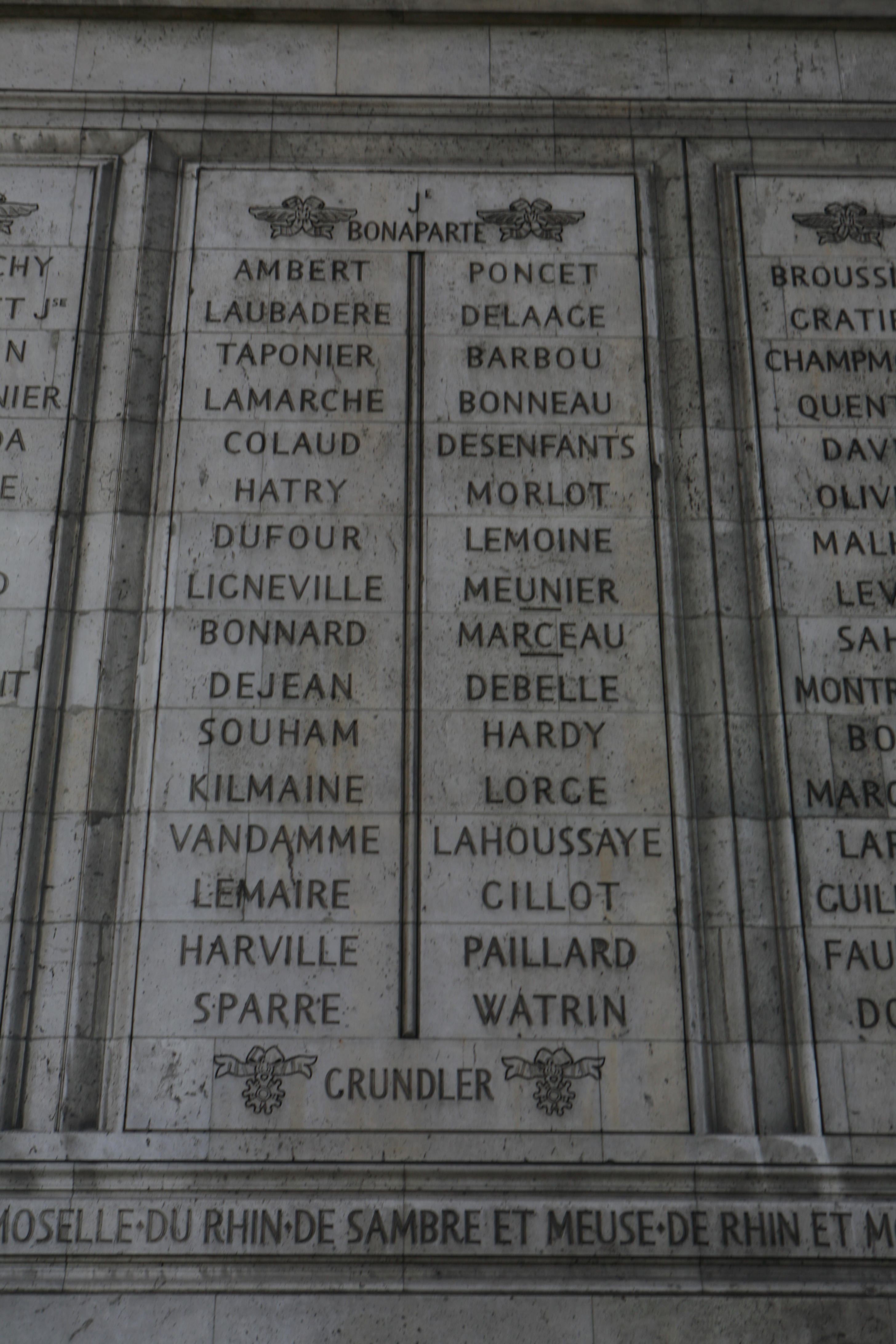
Noms gravés sous l'arc de triomphe de l'Étoile : pilier Nord, 5e et 6e colonnes.

- Noms gravés sous l'arc de triomphe de l'Étoile : pilier Nord, 5e et 6e colonnes.Il fait partie des 660 personnalités à avoir son nom gravé sous l'arc de triomphe de l'Étoile. Il apparaît sur la 5e colonne (l’Arc indique LAMARCHE).